# امامزاده اسماعیل (لواسان)
امامزاده اسماعیل یکی از ۳۴ امامزادهٔ واقع در لواسانات است که در روستای برگ جهان دهستان لواسان کوچک قرار دارد.
هم اکنون یکی از خیرین که از اهالی همان روستاست در حال ساخت گنبد داخلی و آینه کاری این مکان می‌باشد